# آکاسیای درومندی
آکاسیا درومندی (نام علمی: Acacia drummondii) نام یک گونه از سرده آکاسیا است.